# Soupian Abdoullaïev
Pour les articles homonymes, voir Abdullayev.
Soupian Abdoullaïev (8 novembre 1956 - 28 mars 2011), également connu sous le nom d'Amir Soupian, est un chef islamiste tchétchène, originaire du Kazakhstan, et l'ancien vice-président de la République tchétchène d'Itchkérie, abolie en 2007 pour être remplacée par l'Émirat du Caucase, dirigé par Dokou Oumarov. Il était considéré comme le no 2 au sein de la direction de l'Émirat du Caucase et comme le successeur potentiel d'Oumarov, selon les autorités russes.

## Biographie
Il naît le 8 novembre 1956 au sein de la République socialiste soviétique kazakhe.
Au cours des années 1980, sous la période soviétique, il fonde avec Movladi Udugov un parti islamique radical au Kazakhstan (Islamic Rebirth Party). Quelques années plus tard, il rejoint la Tchétchénie et assure la direction du Centre islamique Ar-Risalah à Grozny en 1994.
Il combat lors de la première guerre de Tchétchénie (1994-1996). Il est promu colonel à la fin du conflit et devient le premier adjoint du ministre des Affaires internes, Islam Khalimov, en 1997. Toutefois, Abdoullaïev démissionne à la suite d'une altercation survenue le 15 juillet 1998 dans la ville de Goudermes entre des militants salafistes et des partisans du président de la République tchétchène d'Itchkérie, Aslan Maskhadov, qui tentait d'endiguer la propagation du wahhabisme en Tchétchénie.
Pendant la seconde guerre de Tchétchénie (1999-2000), Soupian Abdoullaïev soutient Aslan Maskhadov et rejoint très tôt les rangs de l'insurrection. Il est nommé brigadier général à la fin du conflit et devient l'un des membres du gouvernement de Maskhadov. En 2002, il intègre le soi-disant Comité de défense nationale (GKO) et le Comité militaire de la république séparatiste tchétchène, dont il devient le Ministre des Finances.
À l'automne 2007, à la suite des décès de Maskhadov et de son successeur Abdoul-Khalim Saïdoullaïev, Dokou Oumarov, le nouveau président de la République tchétchène d'Itchkérie, abolit cette dernière pour la remplacer par un soi-disant Émirat du Caucase, État non reconnu dont il devient l'« émir » autoproclamé. Soupian Abdoullaïev, qui avait été désigné vice-président de l'ex-république tchétchène d'Itchkérie le 19 mars 2007 en remplacement de Chamil Bassaiev, devient le premier adjoint (naib) d'Oumarov et son successeur potentiel. Au sein de la direction de l'Émirat du Caucase, il était davantage considéré comme une figure religieuse et un idéologue plutôt qu'un combattant.

## Décès
Soupian Abdoullaïev est mort le 28 mars 2011 dans l'assaut d'une base d'insurgés située près du village d'Upper Alkun en Ingouchie par des unités militaires terrestres et aériennes russes. Son décès a été confirmé par l'Émirat du Caucase.  